# Rémy Stricker
Pour les articles homonymes, voir Stricker.
Rémy Stricker, né le 3 janvier 1936 à Mulhouse et mort le 19 novembre 2019 dans le 9e arrondissement de Paris, est un pianiste, pédagogue, producteur de radio, musicologue et auteur français.

## Biographie
Rémy Stricker, né à Mulhouse le 3 janvier 1936, vient tout jeune à Paris poursuivre ses études de piano. Il est alors logé par Léonce Bacuvier, proviseur du lycée Lakanal, et son épouse Lucienne, née Caron, férue de psychanalyse et qui lui transmet une grande curiosité pour la discipline. Il est élève de piano d'Yvonne Lefébure, part brièvement étudier à Genève auprès de Louis Hildtbrant, avant d'entrer en 1956 au Conservatoire national supérieur de musique et de danse de Paris où il obtient les premiers prix d'histoire de la musique (1958), de musicologie (1961) et d'esthétique musicale (1961) dans les classes de Roland-Manuel, Norbert Dufourcq et Marcel Beaufils.
Il est producteur à France Musique et France Culture de 1962 à 1997.
De 1964 à 1969, il seconde Germaine Arbeau-Bonnefoy dans la présentation des Musigrains, des cycles de concerts-conférences pédagogiques donnés au théâtre des Champs-Élysées,.
De 1971 à 2001, il est professeur d'esthétique musicale au Conservatoire national supérieur de musique et de danse de Paris, succédant à son maître Marcel Beaufils.
Il meurt le 19 novembre 2019 à Paris, à l'âge de 83 ans.

## Distinctions
- Membre du Comité international « Berlioz 2003 »
- Prix spécial du jury du prix des Muses 2004
- Membre du Conseil d'administration de la Fondation Nadia et Lili Boulanger à partir de 2008.
- Séminaire « L'interprète musicien » : linterpretemusicien.com
- Responsable du séminaire doctoral d'interprétation au CNSMDP de 2009 à 2011

## Décorations
- Chevalier de l'ordre des Arts et des Lettres
- Chevalier de la Légion d'honneur

## Publications

### Ouvrages
- Musique du Baroque, Gallimard, coll. « Les Essais » (n° 142), 1969, 184 p.
- Mozart et ses opéras : fiction et vérité, Gallimard, coll. « Bibliothèque des idées », 1980, 355 p.
- Robert Schumann : le musicien et la folie, Gallimard, 1984, 252 p. (ISBN 2-07-074354-3)
- Franz Liszt, les ténèbres de la gloire, NRF - Gallimard, coll. « Bibliothèque des idées », 1993, 482 p.  (ISBN 2-07-073353-X)
- Franz Schubert : le naïf et la mort, Paris, Gallimard, coll. « Bibliothèque des idées », 1996
- Les mélodies de Duparc, Actes Sud, 1996
- Georges Bizet : 1838-1875, Gallimard, Paris, 1999, 377 p.  (ISBN 2-07-074803-0)
- Le dernier Beethoven, Gallimard, coll. « Bibliothèque des idées », 2001, 328 p.  (ISBN 2-07-075849-4)
- Berlioz dramaturge, Gallimard, coll. « Bibliothèque des idées », 2003, 664 p.  (ISBN 2-07-072367-4)

### Article
- « Franz Liszt et Antoine Reicha », Studia Musicologica Academiae Scientiarum Hungaricae, vol. 42 « Franz Liszt and Advanced Musical Education in Europe: International Conference (2001) », nos 1/2,‎ 2001, p. 9-24 (JSTOR 902473)